# Sikenica
Sikenica é um município da Eslováquia, situado no distrito de Levice, na região de Nitra. Tem 25,55 km² de área e sua população em 2018 foi estimada em 654 habitantes.

## Demografia
| Ano:        | 1994 | 2004   | 2014   | 2024   |
| ----------- | ---- | ------ | ------ | ------ |
| Broj ljudi: | 653  | 643    | 641    | 602    |
| Razlika:    |      | -1,53% | -0,31% | -6,08% |

| Ano:               | 2023 | 2024   |
| ------------------ | ---- | ------ |
| Número de pessoas: | 624  | 602    |
| Diferença:         |      | -3,52% |